# Discografia dei Sade
Il gruppo musicale britannico Sade ha pubblicato 6 album in studio, un album dal vivo, due compilation, due extended play, 23 singoli, sei album video e 20 videoclip. 
Hanno raggiunto quattro volte la top 20 delle classifiche dei singoli sia nel Regno Unito che negli Stati Uniti, mentre tutti i loro album si sono classificati all'interno della top 10 statunitense. Mondialmente hanno venduto complessivamente oltre 75 milioni di copie, di cui solamente 23.5 milioni negli Stati Uniti.

## Album

### Album in studio
| Titolo              | Dettagli                                                                                | Classifiche | Classifiche | Classifiche | Classifiche | Classifiche | Classifiche | Classifiche | Classifiche | Classifiche | Certificazioni |
| Titolo              | Dettagli                                                                                | UK          | AUS         | CAN         | FRA         | GER         | NLD         | NZ          | SWI         | USA         | Certificazioni |
| ------------------- | --------------------------------------------------------------------------------------- | ----------- | ----------- | ----------- | ----------- | ----------- | ----------- | ----------- | ----------- | ----------- | --- |
| Diamond Life        | - Pubblicazione: 16 luglio 1984 - Etichetta: Epic - Formati: CD, LP, audiocassetta      | 2           | 6           | 7           | 1           | 1           | 1           | 1           | 1           | 5           | - UK: 4× Platino - AUS: 4× Platino - CAN: 2× Platino - FRA: Platino - GER: Platino - NLD: Platino - NZ: Platino - SWI: 2× Platino - USA: 4× Platino |
| Promise             | - Pubblicazione: 4 novembre 1985 - Etichetta: Epic - Formati: CD, LP, audiocassetta     | 1           | 9           | 3           | 3           | 2           | 1           | 3           | 1           | 1           | - UK: 2× Platino - AUS: Platino - CAN: 2× Platino - FRA: 2× Platino - GER: Platino - NZ: Platino - USA: 4× Platino                                  |
| Stronger Than Pride | - Pubblicazione: 5 aprile 1988 - Etichetta: Epic - Formati: CD, LP, audiocassetta       | 3           | 11          | 9           | 4           | 4           | 1           | 8           | 2           | 7           | - UK: Platino - CAN: Platino - FRA: 2× Platino - GER: Oro - NLD: Platino - NZ: Platino - SWI: Platino - USA: 3× Platino                             |
| Love Deluxe         | - Pubblicazione: 26 ottobre 1992 - Etichetta: Epic - Formati: CD, LP, audiocassetta     | 10          | 13          | 16          | 1           | 14          | 10          | 5           | 6           | 3           | - UK: Oro - AUS: Platino - CAN: Platino - FRA: Platino - GER: Oro - NLD: Oro - NZ: Oro - SWI: Oro - USA: 4× Platino                                 |
| Lovers Rock         | - Pubblicazione: 13 novembre 2000 - Etichetta: Epic - Formati: CD, LP, audiocassetta    | 18          | 28          | 13          | 4           | 4           | 20          | 26          | 6           | 3           | - UK: Platino - AUS: Oro - CAN: 2× Platino - FRA: 2× Oro - GER: Platino - NLD: Oro - NZ: Oro - SWI: Oro - USA: 3× Platino                           |
| Soldier of Love     | - Pubblicazione: 5 febbraio 2010 - Etichetta: Epic - Formati: CD, LP, download digitale | 4           | 4           | 1           | 1           | 2           | 2           | 3           | 1           | 1           | - UK: Oro - CAN: Platino - FRA: 2× Platino - GER: Oro - NLD: Oro - SWI: Platino - USA: 3× Platino                                                   |

### Album dal vivo
| Titolo      | Dettagli                                                              | Classifiche | Classifiche | Classifiche | Classifiche | Classifiche | Classifiche | Classifiche | Certificazioni                |
| Titolo      | Dettagli                                                              | UK          | CAN         | FRA         | GER         | NLD         | SWI         | USA         | Certificazioni                |
| ----------- | --------------------------------------------------------------------- | ----------- | ----------- | ----------- | ----------- | ----------- | ----------- | ----------- | ----------------------------- |
| Lovers Live | - Pubblicazione: 5 febbraio 2002 - Etichetta: Epic - Formati: CD, DVD | 51          | 56          | 36          | 41          | 43          | 27          | 10          | - GER: Oro - USA: Platino+Oro |

### Compilation
| Titolo                  | Dettagli                                                                                   | Classifiche | Classifiche | Classifiche | Classifiche | Classifiche | Classifiche | Classifiche | Classifiche | Classifiche | Certificazioni |
| Titolo                  | Dettagli                                                                                   | UK          | AUS         | CAN         | FRA         | GER         | NLD         | NZ          | SWI         | USA         | Certificazioni |
| ----------------------- | ------------------------------------------------------------------------------------------ | ----------- | ----------- | ----------- | ----------- | ----------- | ----------- | ----------- | ----------- | ----------- | --- |
| The Best of Sade        | - Pubblicazione: 31 ottobre 1994 - Etichetta: Epic - Formati: CD, LP, audiocassetta        | 6           | 23          | 22          | 140         | 15          | 21          | 5           | 11          | 9           | - UK: Platino+2× Platino - AUS: 3× Platino - CAN: Platino - FRA: 2× Oro - GER: Oro - NLD: Platino - NZ: Platino - USA: 4× Platino |
| The Ultimate Collection | - Pubblicazione: 29 aprile 2011 - Etichetta: Epic - Formati: CD+DVD, LP, download digitale | 8           | 35          | 32          | 23          | 17          | 12          | 21          | 11          | 7           | - UK: Oro |

## EP
| Titolo           | Dettagli                                                                               |
| ---------------- | -------------------------------------------------------------------------------------- |
| Solid Gold: Sade | - Pubblicazione: 1989 - Etichetta: Epic - Formati: CD                                  |
| The Remix Deluxe | - Pubblicazione: 21 marzo 1993 (esclusiva in Giappone) - Etichetta: Epic - Formati: CD |

## Singoli
| Anno | Titolo                                 | Classifiche | Classifiche | Classifiche | Classifiche | Classifiche | Classifiche | Classifiche | Classifiche | Classifiche | Certificazioni | Album di provenienza |
| Anno | Titolo                                 | UK          | AUS         | CAN         | FRA         | GER         | NLD         | NZ          | SWI         | USA         | Certificazioni | Album di provenienza |
| ---- | -------------------------------------- | ----------- | ----------- | ----------- | ----------- | ----------- | ----------- | ----------- | ----------- | ----------- | -------------- | -------------------- |
| 1984 | Your Love Is King                      | 6           | 64          | —           | —           | —           | —           | 2           | —           | 54          | - UK: Argento  | Diamond Life         |
| 1984 | When Am I Going to Make a Living       | 36          | —           | —           | —           | —           | 12          | —           | —           | —           |                | Diamond Life         |
| 1984 | Smooth Operator                        | 19          | 20          | 5           | 9           | 11          | 12          | 22          | 14          | 5           | - UK: Argento  | Diamond Life         |
| 1984 | Hang on to Your Love                   | —           | 68          | —           | —           | —           | 18          | 20          | —           | 102         |                | Diamond Life         |
| 1985 | The Sweetest Taboo                     | 31          | 65          | 12          | 30          | 28          | 12          | 11          | 14          | 5           |                | Promise              |
| 1986 | Is It a Crime?                         | 49          | —           | —           | 46          | 57          | 24          | —           | 30          | —           |                | Promise              |
| 1986 | Never as Good as the First Time        | 89          | 70          | 34          | —           | 65          | 38          | 31          | —           | 20          |                | Promise              |
| 1988 | Love Is Stronger Than Pride            | 44          | 56          | —           | 36          | 51          | 19          | —           | —           | —           |                | Stronger Than Pride  |
| 1988 | Paradise                               | 29          | 86          | 18          | 38          | —           | —           | —           | —           | 16          |                | Stronger Than Pride  |
| 1988 | Nothing Can Come Between Us            | 92          | —           | —           | —           | —           | 89          | —           | —           | —           |                | Stronger Than Pride  |
| 1988 | Turn My Back on You                    | —           | —           | —           | —           | —           | —           | —           | —           | —           |                | Stronger Than Pride  |
| 1989 | Haunt Me                               | —           | —           | —           | —           | —           | —           | —           | —           | —           |                | Stronger Than Pride  |
| 1992 | No Ordinary Love                       | 14          | 21          | 15          | 20          | 43          | 26          | 17          | 23          | 28          | - UK: Argento  | Love Deluxe          |
| 1992 | Feel No Pain                           | 56          | 107         | —           | —           | 80          | —           | 48          | —           | —           |                | Love Deluxe          |
| 1993 | Kiss of Life                           | 44          | 186         | 30          | —           | 88          | —           | 33          | —           | 78          |                | Love Deluxe          |
| 1993 | Cherish the Day                        | 53          | 207         | —           | —           | —           | —           | —           | —           | 116         |                | Love Deluxe          |
| 2000 | By Your Side                           | 17          | —           | 31          | —           | 67          | 66          | —           | 61          | 75          | - UK: Argento  | Lovers Rock          |
| 2001 | King of Sorrow                         | 59          | —           | —           | —           | —           | 82          | —           | —           | —           |                | Lovers Rock          |
| 2003 | Somebody Already Broke My Heart (live) | —           | —           | —           | —           | —           | —           | —           | —           | —           |                | Lovers Live          |
| 2009 | Soldier of Love                        | 123         | —           | 84          | —           | —           | —           | —           | 25          | 52          |                | Soldier of Love      |
| 2010 | Babyfather                             | —           | —           | —           | —           | —           | —           | —           | —           | —           |                | Soldier of Love      |
| 2010 | The Moon and the Sky                   | —           | —           | —           | —           | —           | —           | —           | —           | —           |                | Soldier of Love      |
| 2011 | Still in Love with You                 | —           | —           | —           | —           | —           | —           | —           | —           | —           |                |                      |
| 2018 | Flower of the Universe                 | —           | —           | —           | —           | —           | —           | —           | —           | —           |                | A Wrinkle in Time    |
| 2018 | The Big Unknown                        | —           | —           | —           | —           | —           | —           | —           | —           | —           |                | Widows               |

## Videografia

### Album video
- 1984 – Munich Concert
- 1993 – Life Promise Pride Love
- 1994 – Live Concert Home Video
- 2002 – Lovers Live
- 2011 – The Ultimate Collection DVD Videos
- 2012 – Bring Me Home Live 2011

### Video musicali
Diamond Life (1984)
- Your Love is King – 3:37 (Directed by Jack Semmens)
- Smooth Operator – 4:17 (Directed by Julien Temple)
- Hang on to Your Love – 3:58 (Directed by Brian Ward)
- When am I Going to Make a Living – 3:34 (Directed by Stuart Orme)

Promise (1985)
- Never as Good as the First Time – 3:54 (Directed by Brian Ward)
- The Sweetest Taboo – 5:02 (Directed by Brian Ward)
- Is it a Crime – 7:02 (Directed by Brian Ward)

Stronger Than Pride (1988)
- Paradise – 3:37 (Directed by Alex McDowell)
- Nothing Can Come Between Us – 3:51 (Directed by Sophie Muller)
- Turn My Back on You – 4:08 (Directed by Sophie Muller)
- Love is Stronger Than Pride (Directed by Sophie Muller)

Love Deluxe (1992)
- No Ordinary Love – 4:01 (Directed by Sophie Muller)
- Cherish the Day – 4:23 (Directed by Albert Watson)
- Kiss of Life – 4:11 (Directed by Albert Watson)
- Feel No Pain – 3:47 (Directed by Albert Watson)

Lovers Rock (2000)
- By Your Side – 4:25 (Directed by Sophie Muller)
- King of Sorrow – 4:40 (Directed by Sophie Muller)

Voices for Darfur (2005)
- Mum – 2:42 (director/editor unknown, uses footage from Darfur)

Soldier of Love (2010)
- Soldier of Love – 4:59 (Directed by Sophie Muller)
- Babyfather – 4:10 (Directed by Sophie Muller)

The Ultimate Collection (2011)
- Love Is Found – 4:08 (Directed by Sophie Muller)